# Dink
L'acronimo dink è un termine coniato negli anni '80 (dall'inglese: double income no kids - doppio stipendio, nessun figlio). Fa riferimento ad un fenomeno sociale recente in cui una coppia decide di posticipare la scelta di avere figli per un determinato periodo di tempo, a volte anche rinunciandovi del tutto, per potersi dedicare alla carriera professionale. Si tratta solitamente di lavoratori con un profilo economico medio-alto e le motivazioni dietro questa scelta sono spesso collegate al voler mantenere un certo status sociale. 
Esistono diverse varianti di questo tipo di struttura familiare, spesso ci sono motivazioni ideologiche come l'ambientalismo e la sovrappopolazione che spingono verso la decisione di non avere figli. Bisogna anche notare la differenza tra coppie eterosessuali che rinunciano o rimandando la scelta di procreare, e le coppie omosessuali che sono costrette a ricorrere a forme alternative di concepimento e genitorialità.  
La concezione della vita dei dink è stata fortemente criticata dalla Chiesa.   